# Zhou Chengwang

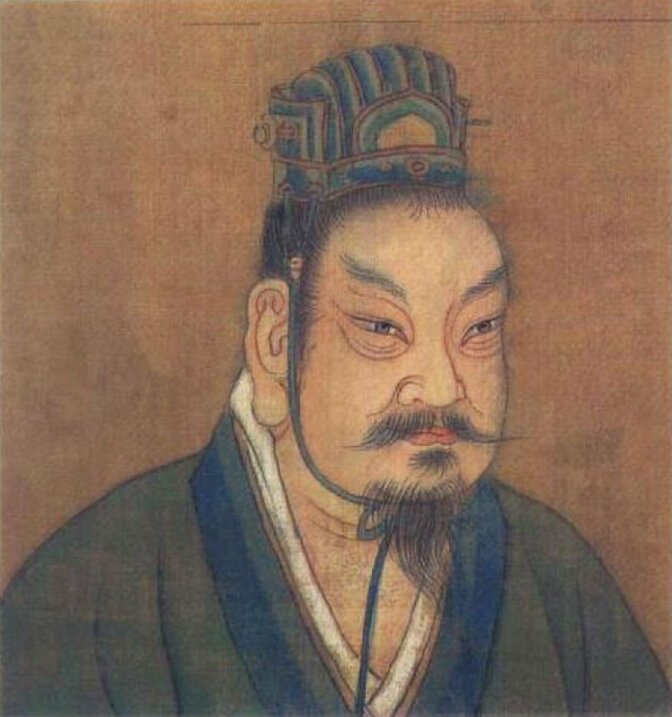
Zhou Chengwang

Cheng van Zhou was van 1043-1021 v.Chr. koning van de Chinese Zhou-dynastie. Zijn persoonlijke naam was Song en hij was zoon van Wu van Zhou, de eerste koning van de Zhou-dynastie.
Cheng stond in het eerste deel van zijn regeerperiode onder regentschap van zijn oom, de hertog van Zhou. Deze oom speelde een belangrijke rol in de consolidering van de Zhou-dynastie door af te rekenen met tegenstanders die verbonden waren met de door koning Wu verdreven Shang-dynastie.